# Kolbingen
Kolbingen es un municipio alemán con unos 1272 habitantes y un área de 1649 ha en el distrito de Tuttlingen en el estado federado de Baden-Wurtemberg. Está ubicado en el centro del parque natural del Danubio Superior en la meseta del Heuberg.

## Puntos de interés
- Kolbinger Höhle, una cueva de estalactitas[2]